# Monopoly

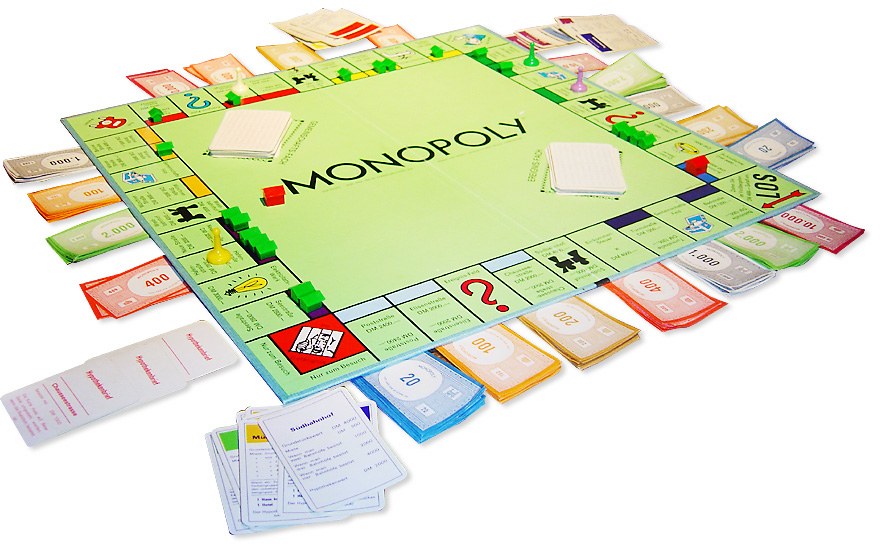
Het speelbord

Het spel monopoly (Engels voor monopolie) is een van de bestverkochte bordspellen ter wereld. Het is in 26 talen verkrijgbaar. Sinds 1935, het jaar dat het spel door Parker Brothers op de markt gebracht werd, zijn ruim 200 miljoen exemplaren verkocht. Ook verschijnen regelmatig bijzondere edities.
Het doel van het spel is een monopolie op te bouwen, wat spelers kunnen doen door zo veel mogelijk straten op te kopen. Iedere speler die in een straat verblijft, moet de eigenaar van die straat huur betalen. De straten zijn gegroepeerd in groepen (kleurgroepen) van drie (of twee) straten. In veel versies zijn het straten in de hoofdstad van het land, maar vaak ook zijn het straten in verschillende steden, wat de groepsindeling logischer maakt.
De straten van het bordspel reflecteren iets van de landen waarin het verkocht wordt. De duurste straat op het Nederlandse bordspel is bijvoorbeeld de Kalverstraat, de bekende winkelstraat in Amsterdam. Op het Belgische bordspel is dat de Nieuwstraat in Brussel.

## Spelregels
Iedere speler ontvangt een startbedrag van 1500 eenheden (afhankelijk van het land: guldens, euro's, ponden, franken, dollars enz.) in verschillende coupures. Er zijn spelversies waar met een betaalkaart in plaats van met contant geld gespeeld wordt. In veel versies zijn de tarieven veel hoger: 100 of zelfs 10 000 keer zo hoog - zie #Geld.
Tijdens het lopen over het speelbord, waarbij gebruikgemaakt wordt van twee dobbelstenen, komen de spelers onder andere onroerende goederen (straten, stations en nutsbedrijven) tegen. Landt de speler op een onroerend goed dat nog niet door een andere speler gekocht is, dan kan hij dat kopen – mits hij voldoende geld heeft. Als de speler niet kan of wil kopen, dan wordt het goed door de bank geveild bij opbod. Landt de speler op een onroerend goed dat al eigendom is van een andere speler, dan moet aan die speler huur worden betaald. Wanneer een speler alle straten in dezelfde groep (in de Nederlandse versie: dezelfde stad) in bezit heeft, mag hij er huizen bouwen, zodat voorbijgangers een hoger bedrag moeten betalen als ze in deze straat moeten overblijven. Na vier gewone huizen kan men een hotel bouwen, wat de maximale huur oplevert. Men moet de bebouwing wel gelijkmatig over de groep verdelen. Stations en nutsbedrijven kunnen niet bebouwd worden: de huur is daar afhankelijk van het aantal stations of nutsbedrijven dat de eigenaar in bezit heeft en voor de nutsbedrijven bovendien van het aantal gegooide ogen.

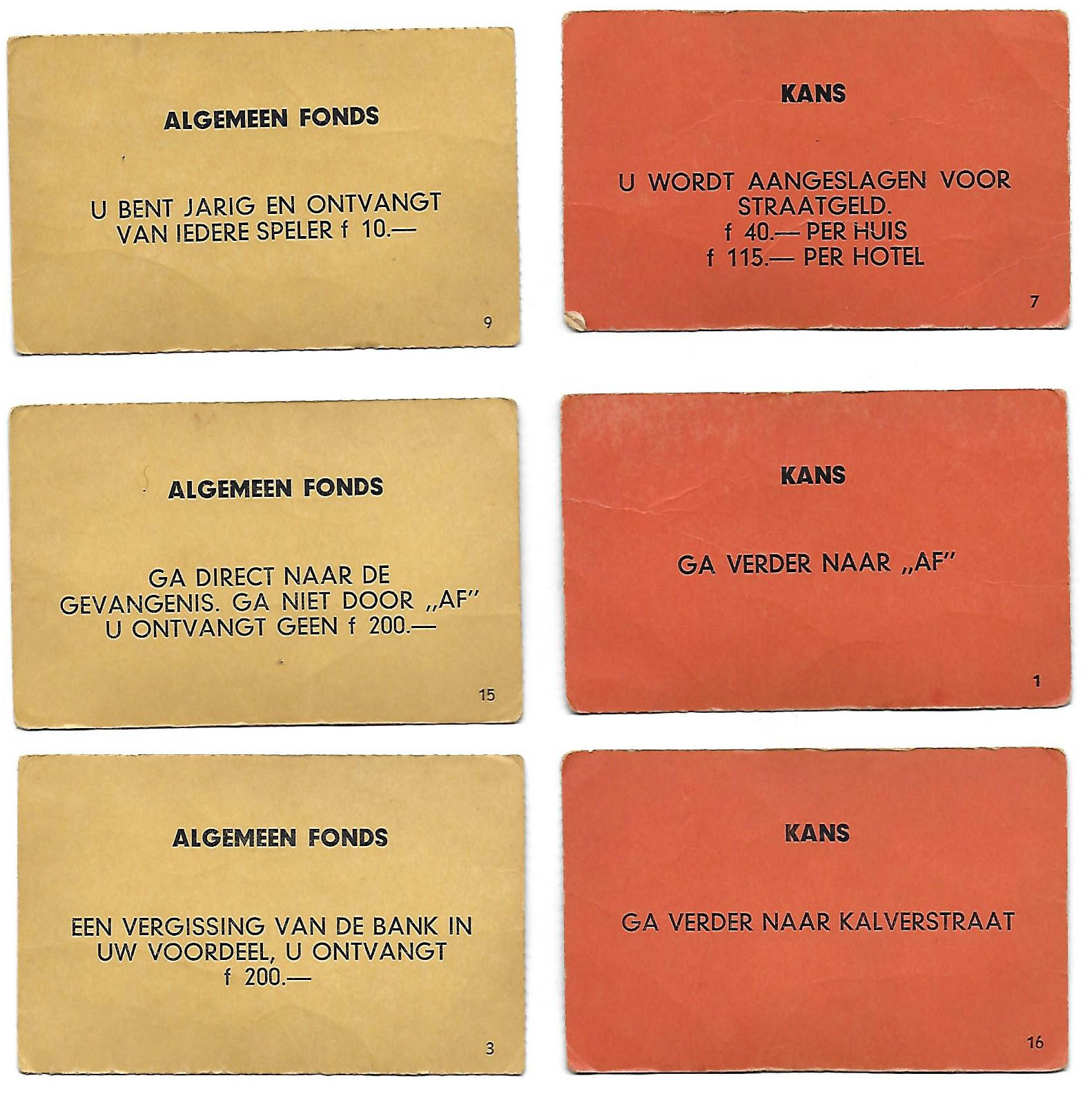
Algemeen Fonds- en Kanskaarten

Verder zijn er vakjes met de opschriften Kans en Algemeen Fonds. De daar aangekomen speler krijgt een opdracht die gunstig of ongunstig kan uitpakken. Eventuele verschuldigde betalingen uit hoofde van deze kaarten, alsmede belastingen, worden volgens de officiële spelregels aan de bank betaald. In Nederlandse versies van het spel zijn de 16 Kanskaarten vaak blauw en de 16 Algemeen fonds-kaarten roze. De twee stapels liggen midden op het bord. Drie kaarten komen zowel bij Kans als bij Algemeen Fonds voor.
Op de hoeken van het speelbord bevinden zich speciale velden:
- Start (in de Nederlandse versie ook Af): Hier staan de pionnen voordat het spel begint. Iedere speler die hier voorbij komt ontvangt salaris.
- Gevangenis: Een speler kan in de gevangenis terechtkomen. Vooral in de beginfase van het spel is dit nadelig, aangezien het 50 geldeenheden kost eruit te komen en het er in deze fase van het spel juist om gaat zoveel mogelijk bezit aan te kopen, wat in de gevangenis niet kan. In latere fasen van het spel kan het soms wel gunstig zijn om enige tijd in de gevangenis te zitten; doordat men dan niet op straten van anderen belandt, hoeft er ook geen huur betaald te worden terwijl een speler in de gevangenis wel nog steeds huur ontvangt en andere transacties kan verrichten. Een speler die naar de gevangenis gaat, mag daarbij niet langs 'Start/Af' en ontvangt dus geen salaris.
  - Een speler komt in de gevangenis:
    1. door op het vakje 'Ga naar de gevangenis' (in de tegenovergelegen hoek van het bord) te komen;
    2. als hij een Kans- of Algemeen Fondskaart trekt met de tekst 'Ga direct naar de gevangenis';
    3. door drie keer achter elkaar dubbel te gooien. Hij speelt in dit geval de derde worp niet, maar gaat direct naar de gevangenis.

  - Een speler komt uit de gevangenis:
    1. door dubbel te gooien. Hij speelt dan meteen het aantal ogen van de worp. Hierna mag hij nog een keer gooien (zoals normaal bij een dubbele worp).
    2. door een boete van 50 eenheden te betalen of door de Kans- of Algemeen Fondskaart 'Verlaat de gevangenis zonder betalen' in te leveren. Dit is verplicht als hij reeds drie beurten in de gevangenis zit zonder dubbel te gooien. Bij zijn eerstvolgende beurt speelt hij verder.

  - Wie door een gewone worp op het vakje Gevangenis landt, is 'slechts op bezoek' en kan bij zijn volgende beurt gewoon doorlopen;
- Vrij parkeren: De speler is veilig, er gebeurt niets. In andere varianten krijgt een speler die op dit veld belandt de pot (zie #Varianten op de spelregels).
- Ga naar de gevangenis: De speler moet direct naar de gevangenis.

Het is toegestaan om onbebouwde straten, stations en nutsbedrijven aan andere spelers te verkopen, voor een onderling overeengekomen prijs. Dit geschiedt tussen twee beurten in, dus nadat een speler gespeeld heeft en voordat de volgende speler de dobbelstenen gooit. Heeft een speler de dobbelstenen al gegooid, dan moet hij zijn beurt eerst afmaken.
Ook het bebouwen van straten geschiedt tussen twee beurten in.
Voor al deze transacties maakt het niet uit welke speler aan de beurt is.
Indien een speler iets niet meer kan betalen, moet hij zijn bezittingen liquideren. Dat kan als volgt:
- Huizen en hotels terugverkopen aan de bank voor de helft van de aankoopprijs.
  - Bij verkoop van een hotel betaalt de bank de helft van de prijs van vijf huizen.
- Onbebouwde straten, nutsbedrijven en stations met hypotheek bezwaren, door de betreffende eigendomsbewijzen om te keren. De hypotheekwaarde wordt dan van de achterkant van deze bewijzen afgelezen (over het algemeen is deze de helft van de aankoopprijs) en door de bank uitbetaald. De bezittingen blijven eigendom van de speler, maar leveren geen huur meer op[1] als een medespeler erop landt. De hypotheek kan worden afgelost, maar dan moet 10% rente worden bijbetaald.
  - Hypotheek op bebouwde straten is niet toegestaan.[1] De huizen en hotels moeten in dat geval eerst geliquideerd worden.
- Onbebouwde straten, nutsbedrijven en stations verkopen aan een andere speler.
  - Bebouwde straten kunnen niet worden verkocht.[1] De huizen en hotels moeten eerst geliquideerd worden.

Een straat, nutsbedrijf of station kan aan een andere speler worden overgedragen terwijl er hypotheek op rust. De nieuwe eigenaar kan daarna:
- De hypotheek direct aflossen voor de hypotheekwaarde plus 10% rente.
- De hypotheek laten staan en 10% overdrachtsbelasting betalen. Bij later aflossen van de hypotheek betaalt de nieuwe eigenaar bovendien de 10% rente die daarvoor staat.

Levert verkoop onvoldoende op, dan is de speler failliet en verlaat hij het spel.
Al zijn eigendommen vervallen aan de schuldeiser (de bank of een andere speler).
Straten, nutsbedrijven en stations die op die wijze weer in bezit van de bank komen, worden bij opbod verkocht.
De speler die als laatste overblijft heeft een monopolie gecreëerd en heeft gewonnen. Als men een bepaalde speeltijd heeft afgesproken, dan wordt de winnaar bepaald door vast te stellen wie de hoogste waarde aan geld en bezittingen heeft. In dit geval wordt de volle waarde gerekend voor huizen en hotels.

## Varianten op de spelregels
Op de spelregels worden allerlei varianten gehanteerd. Sommige varianten worden door de officiële spelregels aanbevolen, omdat Monopoly de neiging heeft lang te duren, vooral wanneer er twee of drie spelers overblijven die elkaar min of meer in evenwicht houden. Regels die zorgen dat er meer geld in het spel komt, kunnen het spel aanzienlijk vertragen.
Voorbeelden van veel gehanteerde afwijkende spelregels zijn:
- Zowel betalingen ten gevolge belastingen als van Kans- en Algemeen Fondskaarten geschieden niet aan de bank, maar aan de 'pot' in het midden van het spel. Wie op het vak 'Vrij Parkeren' landt wint vervolgens deze hele pot. Wordt er zonder pot gespeeld, dan heeft het vak 'Vrij Parkeren' geen specifieke functie.
- Als er geen geld in de 'pot' ligt, kan de speler ook kiezen voor een 'vrije ronde'. Dit wil zeggen dat de speler een hele ronde geen geld hoeft te betalen.
- Wie door zijn worp precies op het vakje 'Start' uitkomt, ontvangt een dubbel salaris.
- Men mag een hotel meteen bouwen. Hiervoor is het dan niet nodig dat je eerst vier huizen hebt of dat deze nog bij de bank aanwezig moeten zijn.
- Bezittingen kunnen pas aangekocht worden nadat een volledige ronde over het bord gemaakt is.
- Alle of een deel van de straten worden aan het begin van het spel geschud en willekeurig onder de spelers verdeeld. Deze variant staat in de officiële spelregels, om de duur van het spel te bekorten.
- Het verlenen van 'huurimmuniteit'. Dit wil zeggen dat men, meestal als onderdeel van een transactie, afspreekt dat iemand geen huur hoeft te betalen als hij op diens straat landt. Dit kan voor een enkele kleurcode of het gehele bezit van een speler gelden.
- Bezit dat aan de bank vervalt ten gevolge van faillissement van een speler wordt niet geveild, maar komt opnieuw vrij voor verkoop aan wie op de straat landt.

## Kans om op een eigendom te komen
Hoewel een hoge huur (vooral na bebouwing) belangrijk is, spelen ook andere factoren mee in de aantrekkelijkheid van eigendommen. De belangrijkste hiervan is de kans om op een eigendom te landen. Die kans is namelijk groter bij eigendommen die in de Algemeen Fonds- en Kanskaarten worden genoemd.
Andere velden waar men met hogere waarschijnlijkheid kan komen zijn Start en vooral de Gevangenis. Voor beide is er zowel een Algemeen Fonds- als een Kanskaart.
Wie met twee dobbelstenen gooit, gooit relatief vaak 6, 7 of 8.
Velden die 6, 7 of 8 plaatsen verwijderd zijn van een veld dat een hoge waarschijnlijkheid heeft, hebben dus ook een iets hogere waarschijnlijkheid dan de omliggende velden.
Men kan uit de Gevangenis komen door dubbel te gooien. Dat betekent een extra kans voor de velden die een even aantal ogen van de Gevangenis verwijderd zijn.
Het kansproces van de dobbelsteenworpen en de Algemeen Fonds- en Kanskaarten is overigens als een Markovketen te beschrijven, waarmee de langetermijnkans om op een eigendom te komen precies berekend kan worden. Deze kansen volgen uit de stationaire verdeling van deze Markovketen. Hieruit blijkt dat het effect van de Gevangenis zeer groot is.
Stations kunnen sterk zijn als een speler er meerdere heeft. De speler hoeft geen kosten te maken voor bebouwing. Heeft een speler drie of vier stations, dan is er niet alleen een grotere kans op bezoekers, maar wordt ook een hogere huur gevraagd.

## Geschiedenis
Op 5 januari 1904 vroeg Elizabeth Magie patent aan op het bordspel The Landlord's Game (Het Spel van de Huisbaas) en ging daarmee naar de Parker Brothers, een spellenfabrikant, maar het spel werd afgewezen.
Charles B. Darrow, een werkloze verwarmingsmonteur uit de Verenigde Staten, liet in 1934 het spel zien dat wij nu als monopoly kennen. Hij gebruikte The Landlord's Game als voorbeeld voor monopoly. De bedeltjes uit de armband van zijn vrouw gebruikte hij als speelstukken (in de traditionele monopolyversies vindt men nog steeds strijkijzertjes en vingerhoedjes in plaats van gewone pionnen). Ook Darrow ging naar Parker Brothers, maar ook in zijn spel zagen ze niks. Darrow liet in 1934 (met hulp van een bevriende drukker) 5000 spellen drukken en verkopen via een warenhuis in Philadelphia. Die werden razendsnel verkocht. Een jaar later toonde Parker Brothers toch interesse. In het eerste productiejaar werden meer dan een miljoen exemplaren van het spel verkocht. De Britse speelgoedfabriek Waddingtons werd datzelfde jaar enthousiast, en zo ging monopoly de hele wereld rond. Charles B. Darrow stierf als multimiljonair.

### Geld
In de oorspronkelijke versie werd in het spel met dollars betaald.
In de versies die in andere landen werden uitgegeven, werden dat ponden, guldens, franken en andere munteenheden.
In 1992 werd een speciale ECU-versie op de markt gebracht.
In sommige versies werden de bedragen verhoogd door een aantal nullen toe te voegen.
Zo werd in 1961 een Nederlandse versie uitgegeven waarin alle bedragen honderd keer zo hoog waren, iets dat door de oude liefhebbers van het spel niet gewaardeerd werd. Deze verandering werd in latere uitgaven ongedaan gemaakt.

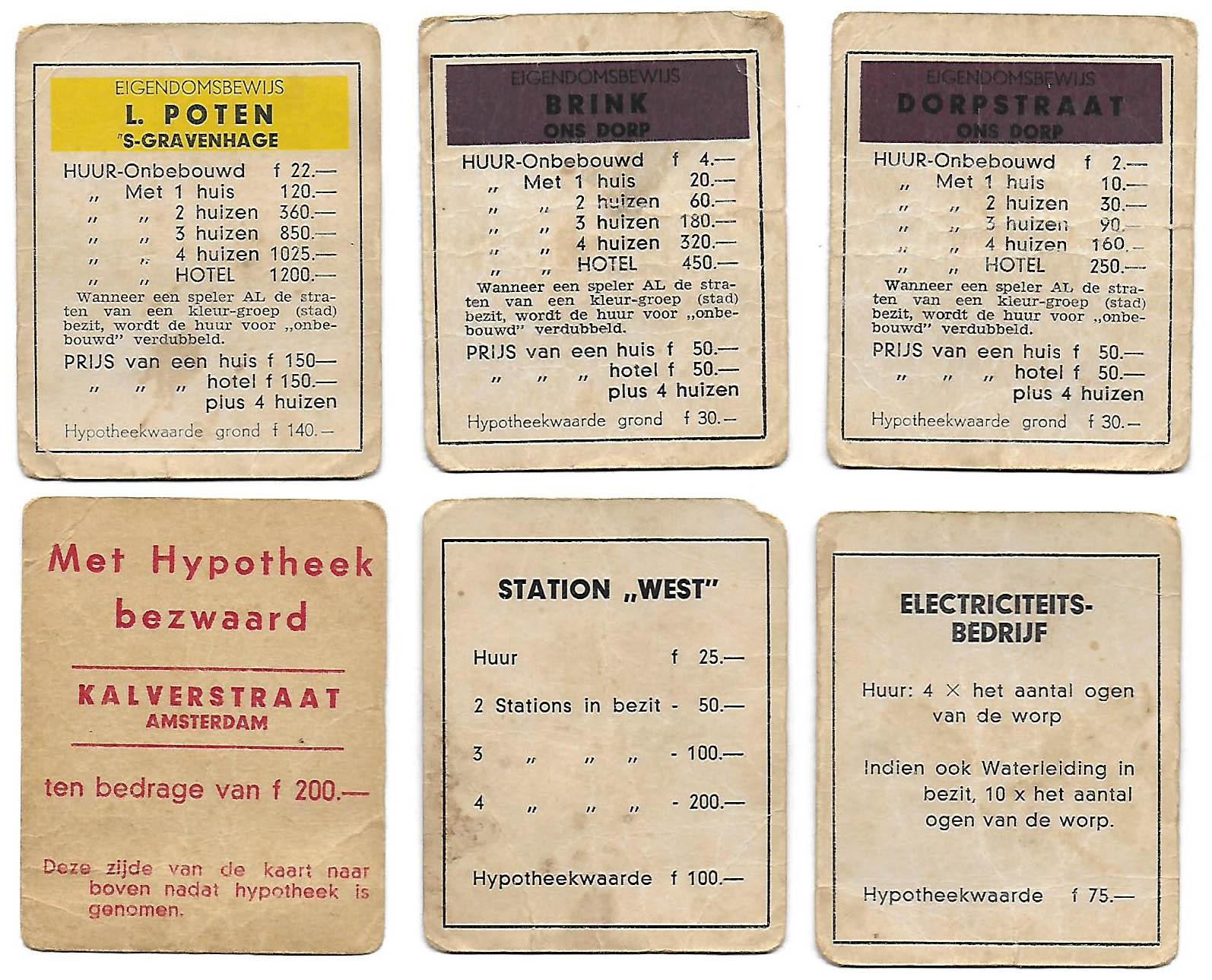
Enkele Monopolystraatkaarten

De bank heeft in principe een onbeperkte geldvoorraad. In de loop van het spel komt er steeds meer geld in omloop en het kan gebeuren dat er geen geld meer in de bank is. In dat geval kan de bank schuldbekentenissen uitschrijven.

### Straatnamen
Hieronder staan de straatnamen uit enkele bekende versies van het spel. Dit zijn de namen uit de oorspronkelijke, bekendste versies. Enkele straten hebben hun bekendheid vooral aan het spel Monopoly te danken. 
In andere versies dan de Nederlandse komen de straatnamen gewoonlijk uit één stad, of juist elk uit een andere stad. In sommige versies werd de spelling aangepast, en werden ook wel andere straatnamen gekozen. Er zijn ook versies met plaatsnamen in plaats van straatnamen, allerlei jubileumversies, en moderne versies met andere objecten dan straat- en stationsnamen.
Tot het begin van de Tweede Wereldoorlog werd in Nederland de Britse versie van het spel, met straatnamen uit Londen, gebruikt. Het is onbekend wie de steden en straatnamen van de klassieke Nederlandse versie bedacht hebben. De steden verwijzen wel naar vestigingen van de warenhuisketen Perry, het latere Perry Sport, die het spel vanaf 1936 in Nederland verkocht. Ook bij de straatnamen is er verband, maar niet altijd duidelijk. De Brink en de Dorpsstraat in Ons Dorp zijn fictieve straten in een fictief dorp. De twee straatnamen komen voor in de Drentse dorpen Diever en Hijken, en ook in de stad Zwolle. Het Dorp bij Arnhem wordt niet bedoeld; de Nederlandse versie van het spel is immers ouder dan Het Dorp. In de Belgische stad Menen bestaat een wijk die Ons Dorp heet, maar ook die heeft er niets mee te maken. Misschien is Ons Dorp bedacht om geen bestaande plaats op te zadelen met het imago van goedkoopste. Ook in de Italiaanse versie zijn de twee goedkoopste straten fictief.
Monopoly beurseditie is een variant waarbij er geen straten maar bedrijven worden verkocht door middel van aandelen en de kleuren een bepaalde branche vertegenwoordigen, een bijgeleverde computer berekent de beurskoersen en de uit te delen dividenden. Ook is er een versie met rekenmachine en pinpas. Op deze pas wordt ook het saldo van de speler bijgehouden.

#### Straten in verschillende versies
|  | Vlaams                       | Belgisch                   | Nederlands                | Europees                   | Fries                           | Leeuwarden-Fryslân 2018                        | Van Dam tot Dom                 | Zeeuws                       |  |    |
|  | ---------------------------- | -------------------------- | ------------------------- | -------------------------- | ------------------------------- | ---------------------------------------------- | ------------------------------- | ---------------------------- |  | -- |
|  | Start                        | Start                      | Af of Start               | Start                      | Start                           | Start                                          | Start                           | Start                        |  | †  |
|  | Diestsestraat Leuven         | Rue Grande Dinant          | Dorpsstraat Ons Dorp      | Vilnius Litouwen           | Drachten                        | Fries Museum                                   | Binnenhof Madurodam             | Tholen                       |  | †  |
|  | Algemeen Fonds               | Algemeen fonds             | Algemeen fonds            | Algemeen fonds             | Algemien Fûns                   | Algemeen fonds                                 | Algemeen fonds                  | Algemeen fonds               |  |    |
|  | Bruul Mechelen               | Diestsestraat Leuven       | Brink Ons Dorp            | Riga Letland               | De Rottefalle                   | Sneek                                          | Amsterdamse Wijk Madurodam      | Sint-Annaland                |  |    |
|  | Inkomsten Belasting          | Inkomstenbelasting         | Inkomstenbelasting        | Inkomstenbelasting         | Ynkomstebelesting               | Inkomstenbelasting                             | Inkomstenbelasting              | Inkomstenbelasting           |  | †  |
|  | Station Noord                | Noordstation               | Station Zuid              | Schiphol Amsterdam         | Stasjon Súd                     | Poiesz 1e winkel 1923                          | Prins Clausplein                | Oesterdam                    |  |    |
|  | Bondgenotenlaan Leuven       | Steenstraat Brugge         | Steenstraat Arnhem        | Sofia Bulgarije            | Drachtster Kompenije            | Fierljeppen                                    | Korenmarkt Arnhem               | Yerseke                      |  |    |
|  | Kans                         | Kans                       | Kans                      | Kans                       | Kâns                            | Kans                                           | Kans                            | Kans                         |  |    |
|  | Gasthuisstraat Turnhout      | Place du Monument Spa      | Ketelstraat Arnhem        | Boekarest Roemenië         | Grou                            | IJlst                                          | Openluchtmuseum Arnhem          |                              |  |    |
|  | Leopoldstraat Turnhout       | Kapellestraat Oostende     | Velperplein Arnhem        | Warschau Polen             | De Lemmer                       | Blokhuispoort                                  | Stadion GelreDome Arnhem        |                              |  |    |
|  | Gevangenis                   | Gevangenis                 | Gevangenis                | Gevangenis                 | Yn 'e finzenis                  | Gevangenis                                     | In de gevangenis                | Gevangenis                   |  | †  |
|  | Lange Zoutstraat Aalst       | Rue de Diekirch Arlon      | Barteljorisstraat Haarlem | Boedapest Hongarije        | De Jouwer                       | Sloten                                         | Teylers Museum Haarlem          |                              |  | †  |
|  | Electriciteits Bedrijf       | Elektriciteitscentrale     | Elektriciteitsbedrijf     | Europees Parlement         | Enerzjybedriuw                  | Elektriciteitsbedrijf Fossylfrij Fryslân       | Telecom                         |                              |  | †† |
|  | Vlamingstraat Brugge         | Bruul Mechelen             | Zijlweg Haarlem           | Bern Zwitserland           | Ir. D.F. Woudagemaal            | Sleat                                          | Frans Hals Museum Haarlem       |                              |  |    |
|  | Kustlaan Knokke              | Place Verte Verviers       | Houtstraat Haarlem        | Helsinki Finland           | Starum                          | Stavoren                                       | Sint Bavo Haarlem               | Colijnsplaat                 |  | †† |
|  | Station Centraal             | Centraal Station           | Station West              | Rhein-Main Frankfurt       | Stasjon West                    | Poiesz 1e supermarkt 1938                      | Amsterdam CS                    | Stormvloedkering Deltawerken |  | †  |
|  | Steenstraat Brugge           | Lippenslaan Knokke         | Neude Utrecht             | Stockholm Zweden           | Hylpen                          | Skûtsjesilen                                   | Oudegracht Utrecht              | Deltapark Neeltje Jans       |  | †† |
|  | Algemeen Fonds               | Algemeen fonds             | Algemeen fonds            | Algemeen fonds             | Algemien Fûns                   | Algemeen fonds                                 | Algemeen fonds                  | Algemeen fonds               |  |    |
|  | Kapellestraat Oostende       | Rue Royale Tournai         | Biltstraat Utrecht        | Wenen Oostenrijk           | Warkum                          | Hindeloopen                                    | de Dom Utrecht                  | Burgh-Haamstede              |  | †† |
|  | Rijselstraat Kortrijk        | Groenplaats Antwerpen      | Vreeburg Utrecht          | Lissabon Portugal          | Boalsert                        | Douwe Egberts De Witte Os 1953                 | Spoorwegmuseum Utrecht          | Grevelingen                  |  | †  |
|  | Vrij Parking                 | Gratis parking             | Vrij parkeren             | Vrij parkeren              | Frij Parkeare                   | Vrij parkeren                                  | Vrij parkeren                   | Vrij parkeren                |  | †† |
|  | Leuvensestraat Tienen        | Rue Saint Léonard Liège    | A Kerkhof Groningen       | Madrid Spanje              | Snitsermar                      | Workum                                         | Waagplein Groningen             | Bruinisse                    |  |    |
|  | Kans                         | Kans                       | Kans                      | Kans                       | Kâns                            | Kans                                           | Kans                            | Kans                         |  | †† |
|  | Kortrijksestraat Gent        | Lange Steenstraat Kortrijk | Grote Markt Groningen     | Athene Griekenland         | Dokkum                          | Het Friese Paard                               | Groninger Museum Groningen      | Renesse                      |  |    |
|  | Grote Markt Hasselt          | Grande Place Mons          | He(e)restraat Groningen   | Dublin Ierland             | Snits                           | Bolsward                                       | Martinitoren Groningen          | Zierikzee                    |  | †  |
|  | Buurtspoorwegen              | Buurtspoorwegen            | Station Noord             | Paris Charles de Gaulle    | Stasjon Noard                   | Poiesz 1e bezorging 1946                       | Haven van Rotterdam             | Westerscheldetunnel          |  |    |
|  | Groenplaats Antwerpen        | Grote Markt Hasselt        | Spui 's-Gravenhage        | Kopenhagen Denemarken      | D. Nieuwenhuiswei It Hearenfean | Afsluitdijk Wadden Center                      | Het Torentje 's-Gravenhage      | Breskens                     |  |    |
|  | Lakenstraat Brussel          | Place de l'Ange Namur      | Plein 's-Gravenhage       | Londen Verenigd Koninkrijk | Van Kleffensleane It Hearenfean | Harlingen                                      | Het Kurhaus 's-Gravenhage       | Terneuzen                    |  |    |
|  | Waterleiding                 | Watermaatschappij          | Waterleiding              | Europees gerechtshof       | Wetterliedingbedriuw            | Waterleiding Waterconnecting                   | Internet                        | Waterbedrijf                 |  |    |
|  | Veldstraat Gent              | Hoogstraat Brussel         | L. Poten 's-Gravenhage    | Luxemburg                  | Huismanstrjitte It Hearenfean   | Sence of Place                                 | Paleis Noordeinde 's-Gravenhage | Sluis                        |  |    |
|  | Naar De Gevangenis           | Naar de gevangenis         | Naar de gevangenis        | Naar de gevangenis         | Nei de finzenis                 | Naar de gevangenis                             | Naar de gevangenis              | Naar de gevangenis           |  |    |
|  | Huidevettersstraat Antwerpen | Veldstraat Gent            | Hofplein Rotterdam        | Brussel België             | Voltastrjitte Ljouwert          | Franeker                                       | Hotel New York Rotterdam        | Oosterschelde                |  |    |
|  | Vlaanderenstraat Gent        | Boulevard Tirou Charleroi  | Blaak Rotterdam           | Amsterdam Nederland        | Ruterskertier Ljouwert          | Hellema Koekjes Sinds 1861                     | Euromast Rotterdam              | Westerschelde                |  |    |
|  | Algemeen Fonds               | Algemeen fonds             | Algemeen fonds            | Algemeen fonds             | Algemien Fûns                   | Algemeen fonds                                 | Algemeen fonds                  | Algemeen fonds               |  | †  |
|  | Demerstraat Hasselt          | Boulevard d'Avroy Liège    | Coolsingel Rotterdam      | Rome Italië                | Eastergoawei Ljouwert           | Dokkum                                         | Erasmusbrug Rotterdam           | Vlissingen                   |  |    |
|  | Station Zuid                 | Zuidstation                | Station Oost              | London Heathrow            | Stasjon East                    | Poiesz 1e volledig elektrische bezorgauto 2018 | Amsterdam Airport Schiphol      | Zeelandbrug                  |  |    |
|  | Kans                         | Kans                       | Kans                      | Kans                       | Kâns                            | Kans                                           | Kans                            | Kans                         |  |    |
|  | Meir Antwerpen               | Meir Antwerpen             | Leidsestraat Amsterdam    | Berlijn Duitsland          | Twibaksmerk Ljouwert            | Elfstedentocht                                 | P.C. Hooftstraat Amsterdam      | Domburg                      |  |    |
|  | Extra Belasting              | Extra belasting            | Extra belasting           | Extra inkomstenbelasting   | Ekstra belesting                | Extra belasting                                | Extra belasting                 | Extra belasting              |  |    |
|  | Nieuwstraat Brussel          | Nieuwstraat Brussel        | Kalverstraat Amsterdam    | Parijs Frankrijk           | Bûterhoeke Ljouwert             | Leeuwarden                                     | de Dam Amsterdam                | Middelburg                   |  | †  |

† Deze velden staan als bestemming op een Kans- of Algemeenfondskaart en de kans is dus wat groter dat een speler hier belandt.
†† Deze velden zijn een even aantal velden van de gevangenis verwijderd en de kans is dus wat groter dat een speler hier belandt, namelijk als hij de gevangenis verlaat door dubbel te gooien.

#### Lange Poten
De derde straat van de gele kleurgroep heette in de oorspronkelijke versie Marvin Gardens. Dit verwees naar een wijk van Atlantic City, in de Amerikaanse staat New Jersey. De juiste naam daarvan is echter Marven Gardens. Die spelfout werd in latere uitgaven gecorrigeerd, maar de onjuiste naam was inmiddels bij de spelers zo ingeburgerd dat de verandering niet door iedereen gewaardeerd werd.
In de oorspronkelijke Nederlandse versies van het spel komt de voornoemde straat overeen met "L Poten", een afkorting van Lange Poten.
Ook bij de huurprijs van die straat ging iets mis. Er is namelijk een duidelijke regelmaat in de huurprijzen, die steeds hoger worden als men het bord rondgaat. De huur voor onbebouwd zou voor de derde straat van de gele kleurgroep dan 24 eenheden (dollars, guldens …) moeten zijn, maar in werkelijkheid staat er 22. Deze kennelijke fout werd in sommige latere uitgaven, in verscheidene talen, gecorrigeerd.